# Life Burns!
"Life Burns!" är en låt av det finländska heavy metal-bandet Apocalyptica där Lauri Ylönen från The Rasmus medverkar på sång.
Låten kommer från Apocalypticas självbetitlade album och gavs ut som singel den 11 april 2005. Singeln hamnade på plats 17 på Finlands singellista.  Det har även gjorts en video till låten som spelades in samma år i regi av svenske Patric Ullaeus. Videon spelades flitigt på musikinriktade TV-kanaler som MTV då den var aktuell.
"Life Burns!" framfördes av Apocalyptica under finalens mellanakt vid Eurovision Song Contest 2007. Ylönen var dock inte närvarande, men hans sång spelades upp som playback i bakgrunden.
Låten finns även med i TV-spelet Burnout Revenge.

## Låtlista
CD-singel (Universal Music Domestic Division 987 119-6)
1. "Life Burns!" (feat. Lauri Ylönen) – 3:06
2. "Life Burns!" (Instrumental) – 3:07
3. "Deep Down Ascend" (Demo Version) – 3:45
4. "Kellot" (Demo Version) – 4:17
5. CD Extra: Apocalyptica Player

## Banduppsättning
Apocalyptica:
- Eicca Toppinen – cello
- Paavo Lötjönen – cello
- Perttu Kivilaakso – cello
- Mikko Sirén – trummor

Gästmusiker:
- Lauri Ylönen – sång